# Hans-Dieter Taubert

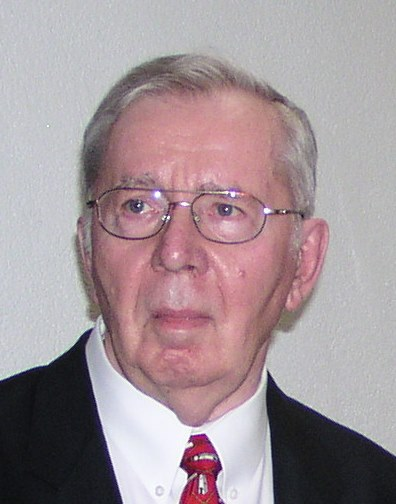
Hans-Dieter Taubert nach der Emeritierung 2005

Hans-Dieter Taubert (* 10. August 1931 in Kötzschenbroda; † 24. Juli 2013 in Dreieichenhain) war ein deutscher Gynäkologe, erster Lehrstuhlinhaber für gynäkologische Endokrinologie in Deutschland und ein bedeutender Arzt in der Behandlung der Zeugungs- und Empfängnisunfähigkeit. Bekanntheit erlangte er durch seine Arbeiten im Bereich der Familienplanung, der chirurgischen und medikamentösen Behandlung kinderloser Paare sowie Patienten mit Intersexualität.

## Familiärer Hintergrund
Hans-Dieter Taubert wuchs in einer ärztlichen Familie heran. Seine Mutter Käte Müller (1910–1968) war Tochter eines Verwaltungsangestellten aus Remscheid. Sein Vater Rudolf (1900–1978) war der erste Akademiker in der Familie Taubert aus der Gegend um Leipzig. Er war Facharzt für Frauenheilkunde und Geburtshilfe. Rudolf Taubert gründete 1929 eine Praxis mit kleiner Klinik in der damaligen Meissener Strasse 10 in Niederlößnitz (heute Meißner Straße 158: Landhaus Beschke). In dieser Privatklinik – zuerst mit fünf Betten und ab 1935 durch einen Anbau auf zwölf Betten erweitert – wurden Entbindungen und geburtshilfliche Operationen vorgenommen.
Hans-Dieter Taubert wurde in Kötzschenbroda eingeschult und erwarb 1950 das Abitur. Während seines Aufenthaltes in den USA heiratete er 1963 seine Ehefrau Judith Owens aus Baltimore.

## Werdegang

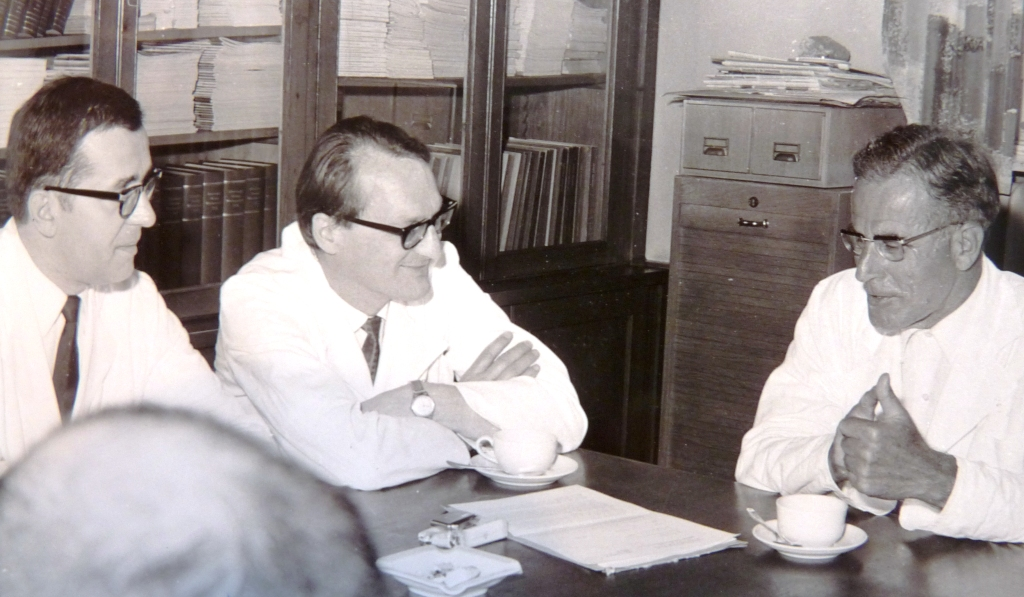
V. l. n. r.: Hans-Dieter Taubert, Fred Kubli (1930–1987, später Direktor der Universitätsfrauenklinik in Heidelberg) und Otto Käser 1966 in Frankfurt am Main

In der DDR wurde Hans-Dieter Taubert als Sohn eines Arztes nicht zum Studium der Medizin in Leipzig zugelassen. Deshalb bewarb er sich in der Bundesrepublik um einen Studienplatz. Taubert konnte mit einem Hilfsmann die Grenze zwischen beiden deutschen Staaten nachts insgesamt dreimal heimlich passieren, das erste Mal zur Vorstellung und mündlichen Zusage an der Uniklinik UKGM in Marburg. Dort begann er – nach einer sechswöchigen Famulatur als Krankenpfleger in der Klinik seines Vaters – das Studium der Medizin. Nach Vorphysikum und Physikum setzte er sein Studium an der Ludwig-Maximilians-Universität in München fort.
Nach dem Studium war er für drei Monate als Hausarzt und anschließend neun Monate als Medizinalassistent in der früheren Krecke-Klinik in München tätig. Danach ging er für zehn Jahre in die USA, wo er an der University of Maryland bis zum Facharzt für Frauenheilkunde und Geburtshilfe ausgebildet wurde. Anschließend war er als Forschungsassistent an der Rockefeller University in New York tätig und wirkte schließlich als Assistant Professor an der University of Maryland Hospital in Baltimore.
Unter der Leitung von Otto Käser (1913–1995), Direktor der Universitätsfrauenklinik der Johann Wolfgang Goethe-Universität Frankfurt am Main wurde 1966 ein Lehrstuhl für Gynäkologische Endokrinologie errichtet. Taubert wurde als ordentlicher Professor nach Frankfurt am Main berufen. Somit war er der erste Lehrstuhlinhaber für Gynäkologische Endokrinologie in Deutschland.

## Verdienste
Zu Tauberts medizinischen Verdiensten zählen die Anwendung von humanen Gonadotropinen zur Ovulationsauslösung bei der Ovarialinsuffizienz, die klinische Erprobung von Clomifen, LH-RH, GnRH-Agonisten, Prolactinhemmern, sowie die Weiterentwicklung der Pille. Taubert und seine Arbeitsgruppe hatten dazu beigetragen, dass die Dosierung der Sexualhormone in der „Pille“ allmählich reduziert werden konnte, um einen Eisprung zu verhindern und damit eine Schwangerschaft zu verhüten.
Die unerwartete Ovulationshemmung nach Behandlung mit einem potenten GnRH-Agonisten war Grundlage für die Behandlung von Patientinnen mit Brustkrebs vor den Wechseljahren mit dem GnRH-Agonisten und bietet eine Alternative zu Eierstockentfernung.
Taubert war weltweit der erste Arzt, der bei Patientinnen mit unauffällig verlaufenden Extrauteringravidität nicht chirurgisch behandelte.
Bei der Behandlung von Kinderlosigkeit hatte Taubert nicht nur die Frau, sondern auch die Fortpflanzungsfunktion des Mannes berücksichtigt und das heutige Spezialgebiet der Andrologie gefördert.

## Schriften
- Die Zulässigkeit der Evipanlangnarkose in der Bauchchirurgie. Borgardt, Bremervörde, 1956, Dissertation der Medizinischen Fakultät, Universität München
- Leiomyomatosis peritonealis disseminata: An unusual complication of genital Leiomyomata gemeinsam mit S. E. Wissner, A, Haskins. Obstet. Gynecol. 25 (1965), 133–159
- Die medikamentöse Auslösung der Ovulation mit Clomiphen. Gynäkologe 1 (1969) 139
- High-doses of estrogens do not interfere with ovulation-inducing effect of clomiphene citrate gemeinsam mit J. S. E. Dericks-Tan. Fertil. Steril. 27 (1976), 375–382

### Monographien
- Ärztlicher Rat für kinderlose Ehepaare. Fruchtbarkeitsstörungen, körperlich-seelische Wechselbeziehungen, medikamentöse, operative- und psychotherapeutische Möglichkeiten. Thieme Verlag, Stuttgart, 1972, ISBN 3-13-490401-2 – mit einem Beitrag von C. de Boor
- Pille ohne Risiko? Alles über Empfängnisverhütung. Ariston Verlag, Kreuzlingen, 1996, ISBN 3-7205-1929-5.

### Buchbeiträge
- Geschlechtsspezifische Entwicklung der Frau und ihre Störungen, Familienplanung, Sterilität und Infertilität. In: Gynäkologie und Geburtshilfe, Lehrbuch für Studium und Praxis. Herausgeber Heinrich Schmidt-Matthiesen, Hermann Hepp. Schattauer, Stuttgart, New York, 1972–1998, ISBN 3-7945-1750-4. Insgesamt 10 Auflagen
- Induction of Ovulation by clomiphene citrate in combination with high doses of estrogens or nasal application of LH-RH, gemeinsam mit J.S.E. Dericks-Tan, in „Ovulation in the human“, Herausgeber P.G. Crosignani, D.R. Mishell. Academic Press, London, 1976
- Die laboranalytische Früherkennung von Störungen der ersten Schwangerschaftshälfte. Eine Bestandsaufnahme  gemeinsam mit J. S. E. Dericks-Tan, in Festschrift Prof. Dr. Otto Käser, Schwabe Verlag, Basel-Stuttgart, 1983, ISBN 3-7965-0802-2, S. 29–53
- Kontrazeption mit Hormonen. Ein Leitfaden für die Praxis, gemeinsam mit Herbert Kuhl. Thieme Verlag, Stuttgart, New York, 1981–1995, ISBN 3-13-608802-6. Zwei Auflagen
- Das Klimakterium. Pathophysiologie-Klinik-Therapie. Herbert Kuhl, Hans-Dieter Taubert. Thieme Verlag, Stuttgart, New York, 1987, ISBN 3-13-700801-8.
- Spontaneous regression of presumed ectopic pregnancy, gemeinsam mit J.S.E. Dericks-Tan. In: New Concepts in the Management of Tubal Pregnancy. Herausgeber C. Egarter, P. Husslein. Series Eicosanoids and Fatty Acids. Facultas Universitätsverlag, Wien, 1988, S. 33–43
- Endokrine Funktionsdiagnostik, gemeinsam mit J. S. E. Dericks-Tan. In: Gynäkologische Endokrinologie. Bandherausgeber C. Lauritzen, Klinik der Frauenheilkunde und Geburtshilfe Band I, Herausgeber K.-H. Wulf, H. Schmidt-Matthiesen, Urban & Schwarzenberg, München-Wien-Baltimore, 1987 und 1995, ISBN 3-541-15013-0.

### Andere Werke
- Von der Elbe bis zum Main. Eine Familienchronik. Dreieich 2007.